# Alfred Agache (pintor)
Alfred-Pierre Joseph Agache (Lille, 29 de agosto de 1843 — Lille, 15 de setembro de 1915) foi um pintor acadêmico francês.

## Biografia

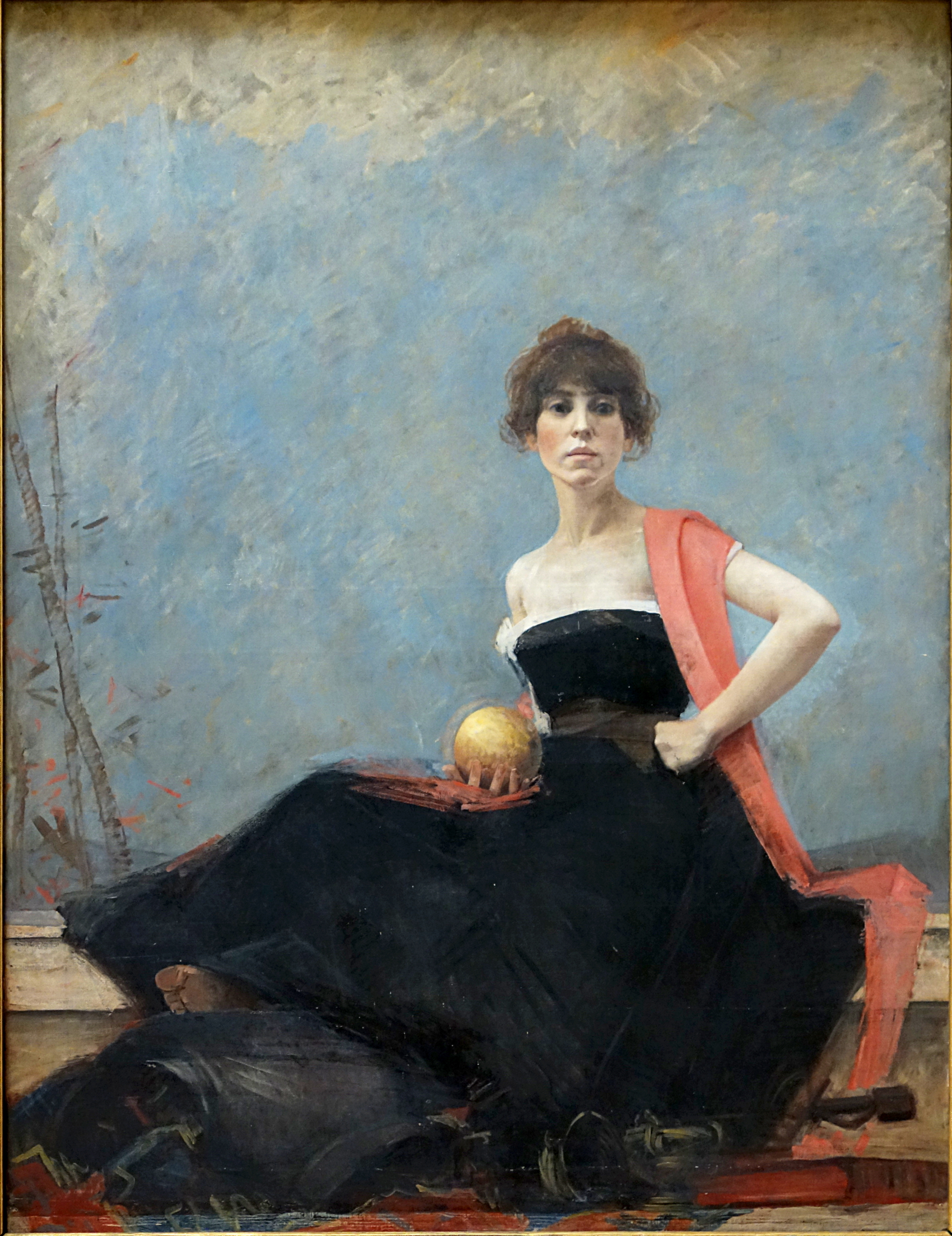
"Vaidade"

Pouco se sabe sobre a vida de Agache. Ele nasceu em Lille, France, e exibiu seu trabalho com frequência em Paris até sua morte. Ele parece ter se especializado em retratos e pinturas alegóricas em grande escala . Ele era membro da Société des Artistes Français e ganhou uma medalha de terceira classe em 1885 por seu trabalho. Ele pode ter sido amigo do pintor americano James Abbott McNeill Whistler e do escritor francês Auguste Angellier; o último dedicou um livro a ele por volta de 1893.
Duas de suas peças, "Vaidade" e "A Anunciação", foram exibidas na World's Columbian Exposition em Chicago, 1893. Ele foi premiado com a Légion d'honneur.

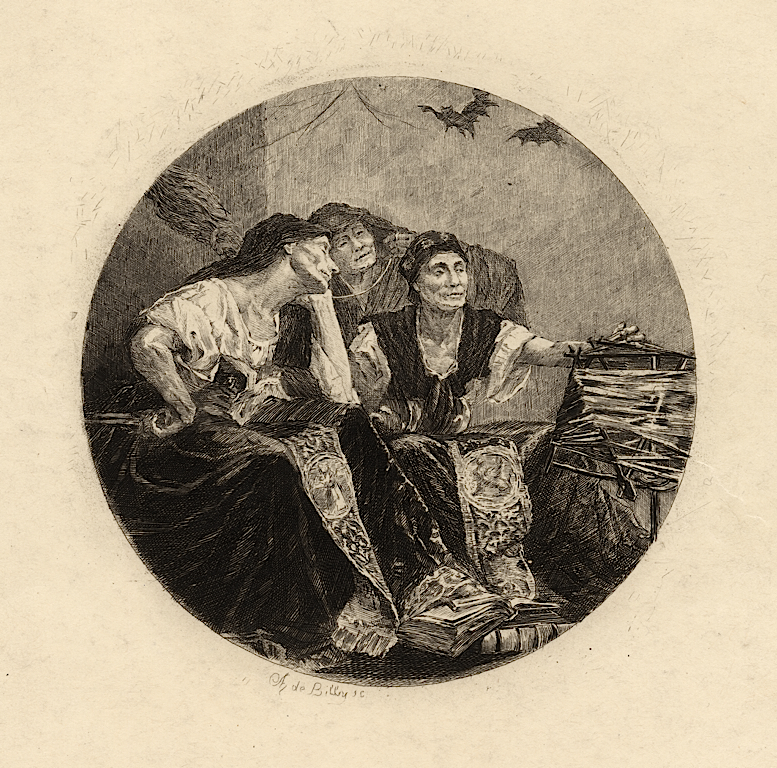
Charles de Billy após Alfred-Pierre Agache, Sem título (The Three Fates), n.d., gravura, [https://www.nga.gov/research/library/imagecollections.html Department of Image Collections, National Gallery of Art Library, Washington, D.C.

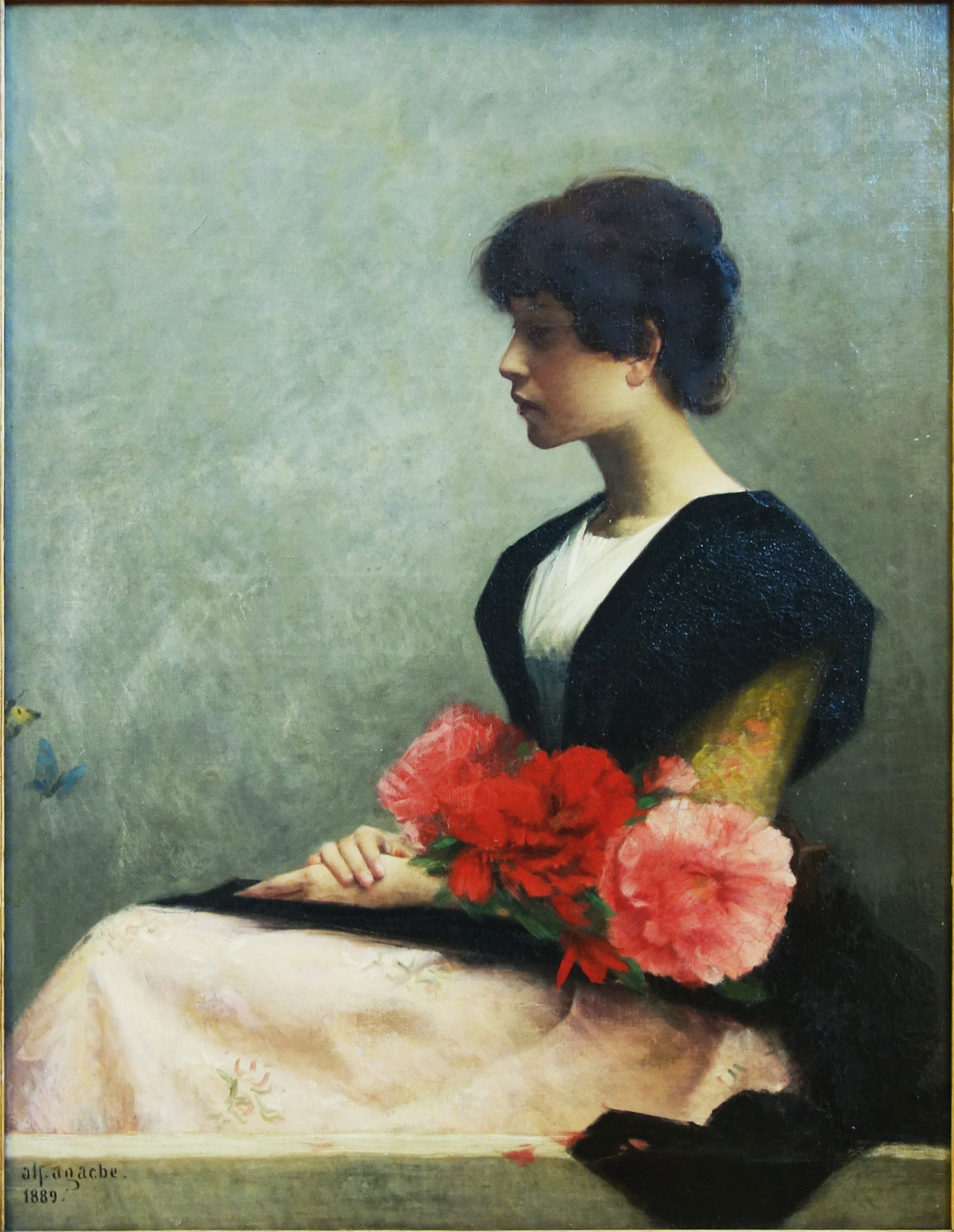
"Jeune femme assise tenant des fleurs dans les bras" (Jovem com flores), Palais des Beaux-Arts de Lille

Ele morreu em Lille em 1915.

## "L'Épée"

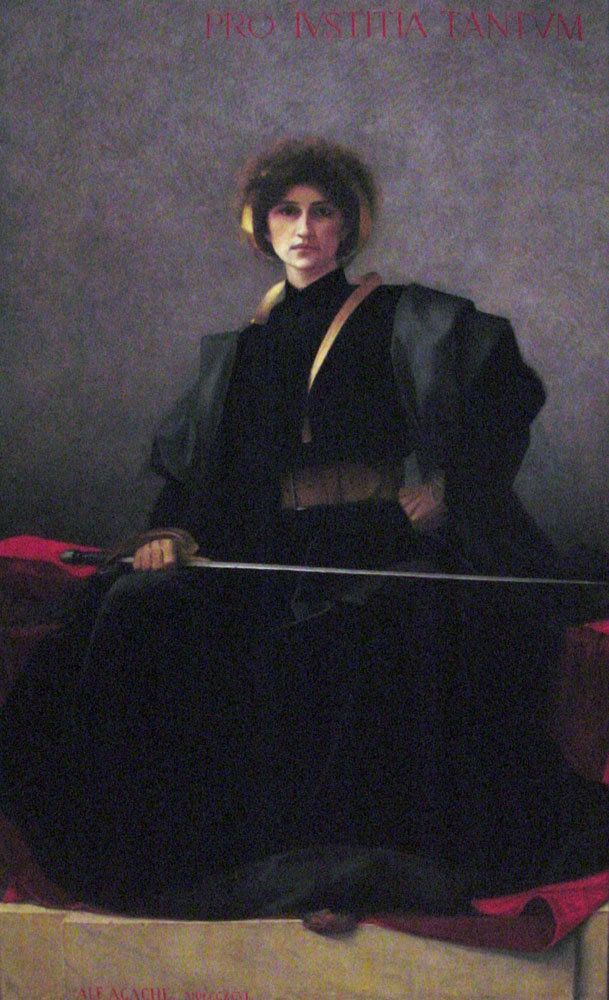
Alfred Agache, "L'Épée" (The Sword) 1896, Art Gallery of Ontario

Uma dessas pinturas, L'Épée (francês, "A Espada"), pintada em 1896, inclui a frase latina "PRO IUSTITIA TANTUM" ("Em nome da Justiça apenas") para representar que a violência deve ser usada apenas pela Justiça. Foi exibido no Salão de Paris naquele ano. Foi comprado pela Canadian National Exhibition (CNE) em 1916 de uma exposição de pinturas que estavam atualmente emprestadas da França. Após a decisão da CNE em 1938 de cessar a coleta e exibição de arte europeia, a pintura (com outras obras francesas) foi emprestada à Art Gallery of Ontario (AGO); em meados da década de 1960, essas obras foram formalmente doadas à AGO. Esta pintura permaneceu nos cofres do AGO até o início de 1990; ele foi limpo, restaurado e exibido na Galeria Fudger do AGO.
Em junho de 2005, "L'Épée" foi incluída em uma exposição intitulada "Favoritos: Suas Escolhas de Nossa Coleção", que exibiu trabalhos com base em votos do público em geral nos quatro meses anteriores.

## Lista parcial de trabalhos
- "Portrait de femme agée" ("Retrato de uma velha"), 1880
- "Les parques " "(" The Fates "), 1882
- "Portrait de jeune femme" ("Retrato de uma jovem"), 1883
- "L'Annonciation" ("A Anunciação"), 1885
- "Vanité" ("Vaidade"), 1885
- "La roue de la Fortune" ("Roda da Fortuna"), 1885
- "Enigme" ("Enigma"), 1888, óleo sobre tela
- "La Diseuse de bonne aventure" , 1895
- "The Fortune Teller" , 1895, óleo sobre tela
- "Jeune fille assise tenant des fleurs dans les bras" ("Menina sentada com flores nos braços"), 1889
- "Head of a Girl with Rose Corsage" , 1890, óleo sobre tela
- "The Old Conqueror"", 1904
- "Along the Seine towards Notre Dame" , 1905, óleo no painel
- "Fantaisie" ("Imagination"), desconhecido; exibido no Salon de la Société des Beaux-Arts, 1907
- "Portraite" ("Retrato"), desconhecido; exibido no Salon de la Société des Beaux-Arts, 1908
- "Les Couronnes" ("The Crowns"), desconhecido; exibido no Salon de la Société des Beaux-Arts, 1909
- "Étude" ("Estudo"), desconhecido; exibido no Salon de la Société des Beaux-Arts, 1910
- "Les Masques" ("The Masks"), desconhecido; exibido no Salon de la Société des Beaux-Arts, 1911
- "Femme nue étendue, tête de femme" ("Mulher nua reclinada, cabeça de mulher"), desconhecido